# Miodrag Perunović
Miodrag Perunović (Cetinje, 10 dicembre 1957) è un ex pugile jugoslavo, con cittadinanza montenegrina dal 1992.

## Carriera
Ha vinto la medaglia d'argento ai Campionati mondiali di pugilato dilettanti 1978 a Belgrado nei pesi welter. 
È stato Campione europeo nel 1979 a Colonia e medaglia d'argento agli europei di Tampere 1981 nei pesi superwelter. 
Ha vinto i Giochi del Mediterraneo a Spalato nel 1979, sempre nei superwelter.